# § 25-skov
 § 25-skov er  naturmæssigt særlig værdifulde skove der ikke er omfattet af Natura 2000, og er beskrevet i Skovlovens § 25.
| Citat     | § 25. Miljø- og fødevareministeren kan registrere andre naturmæssigt særlig værdifulde skove end dem, der er omfattet af kortlægningen efter § 15. Stk. 2. På grundlag af registreringen efter stk. 1 eller kortlægningen efter § 15 kan ministeren indgå aftaler med ejerne om at sikre en drift, der understøtter og fremmer den biologiske mangfoldighed. | Citat |
| Skovloven | |       |

  En sådan registrering   af § 25-skov blev offentliggjort 6. juni  2018, efter at Miljøstyrelsen havde kortlagt ”naturmæssigt særlig værdifuld skov” på Naturstyrelsens arealer i 2016 og i de øvrige offentlige skove ejet af staten, regionerne og kommunerne i 2017. 
Miljøstyrelsen gennemgik først 20.300 hektar skov på luftfoto (ud af et samlet skovareal i Danmark på ca. 625.000 hektar), hvorefter de 6.700 hektar blev besigtiget i felten. Af dem er ca. 2000 hektar kortlagt som § 25-skov fordelt på 765 lokaliteter fordelt på 64 kommuner.  Aarhus Kommune står for den største andel med 336 hektar efterfulgt af Odense og Middelfart med henholdsvis 190 og 100 hektar.